# Кучин (Гомельская область)
Кучин (бел. Кучын) — деревня в Барсуковском сельсовете Кормянского района Гомельской области Беларуси.

## Административное устройство
До 11 января 2023 года являлась административным центром и входила в состав Каменского сельсовета. В связи с объединением Каменского и Барсуковского сельсоветов Кормянского района Гомельской области в одну административно-территориальную единицу — Барсуковский сельсовет, включена в состав Барсуковского сельсовета.

## География

### Расположение
В 10 км на северо-запад от Кормы, в 55 км от железнодорожной станции Рогачёв (на линии Могилёв — Жлобин), в 120 км от Гомеля.

### Гидрография
На западе мелиоративные каналы, соединённые с рекой Гутлянка (приток реки Днепр).

## Транспортная сеть
На автодороге Корма — Журавичи. Планировка состоит из чуть изогнутой улицы, ориентированной с юго-запада на северо-восток, к которой на юге и севере присоединяются короткие прямолинейные улицы. Застройка преимущественно двусторонняя, деревянная усадебного типа.

## История
Согласно письменным источникам известна с XIX века как деревня в Кормянской волости Рогачёвского уезда Могилёвской губернии. В 1880-е годы открыт хлебозапасный магазин. Кроме земледелия жители занимались разными промыслами, в том числе изготовлением соломенных коробов для сева зерновых. Их образцы экспонировались в Могилёвском губернском музее. Согласно переписи 1897 года действовали хлебозапасный магазин, ветряная мельница. В 1909 году 498 десятин земли, работали школа, мельница. В 1929 году организован колхоз «Искра», работали 2 ветряные мельницы, кузница. В 1962 году к деревне присоединён посёлок Курганье. Центр колхоза «Октябрь». Расположены средняя школа, Дом культуры, библиотека, отделение связи.

## Население

### Численность
- 2004 год — 108 хозяйств, 322 жителя

### Динамика
- 1897 год — 58 дворов, 376 жителей (согласно переписи)
- 1909 год — 477 жителей
- 1959 год — 305 жителей (согласно переписи)
- 2004 год — 108 хозяйств, 322 жителя

## Известные уроженцы
- А. А. Филимонов — Герой Советского Союза, доктор исторических наук, профессор